# Chiesa di Santa Tecla (Nulvi)
La chiesa di Santa Tecla è un edificio religioso situato a Nulvi, parte della parrocchia della Beata Vergine Maria Assunta, diocesi di Tempio-Ampurias.

## Storia e descrizione
La chiesa sorge nella periferia orientale del paese, annessa all'ex convento omonimo, per i nulvesi su cunventu 'e josso ("il convento di sotto") così detto per distinguerlo da un altro monastero, quello di San Bonaventura, ubicato nella parte più alta dell'abitato e chiamato su cunvento 'e subra, "il convento di sopra". La chiesa ha il privilegio della porta santa, ad essa attribuita grazie al ritrovamento, nel 1985, del condaghe di Santa Tecla.
L'interno custodisce all'altare maggiore una pala con il Martirio di Santa Tecla, opera del fiorentino Baccio Gorini e databile al 1604 circa, interessante per gli aspetti di chiarezza narrativa agiografica, pur in una composizione un po' macchinosa.
In chiesa è anche un pregevole dipinto della Madonna del Rimedio molto venerato dalla popolazione.

## Bibliografia

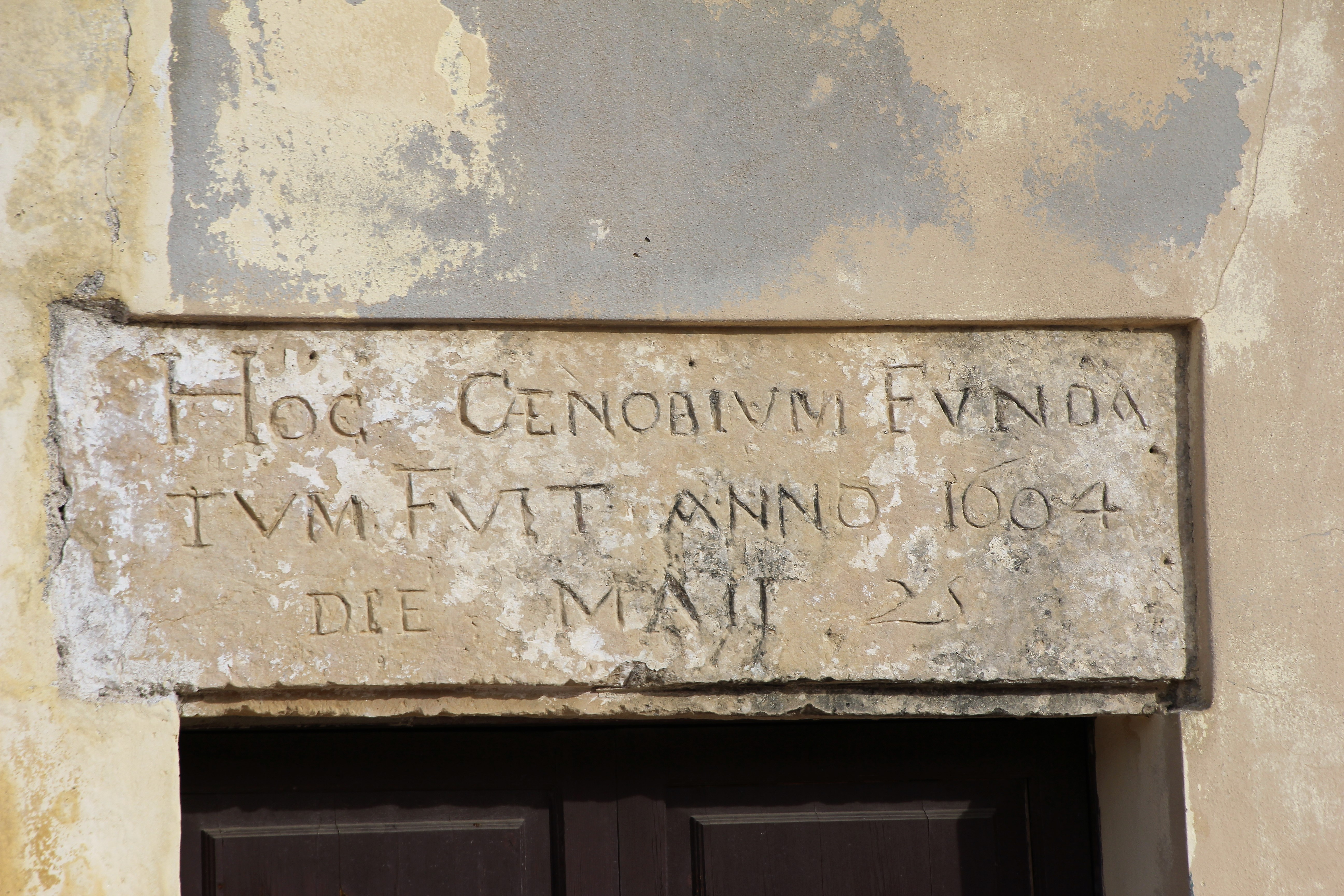